# Marc Lambron
Pour les articles homonymes, voir Lambron.
Marc Lambron, né le 4 février 1957 dans le 6e arrondissement de Lyon, est un haut fonctionnaire, critique littéraire et écrivain français.
Il est élu à l'Académie française en 2014.

## Biographie

### Origines et formation
Marc Pierre Robert Lambron est le fils de Paul Lambron, cadre chez Berliet, et de Jacqueline Denis, institutrice,. Son grand-père maternel, ancien résistant, était ouvrier métallurgiste. Il lui consacrera un récit, Le monde d'avant.
Élève au lycée du Parc à Lyon, il anime pendant un trimestre une émission télévisée : Des enfants sur la Trois. Lauréat du concours général en composition française (1973), il entre en 1974 en hypokhâgne au lycée du Parc, puis en 1976 en khâgne au lycée Henri-IV à Paris.
Il entre ensuite à l'École normale supérieure (promotion L1977) et réussit le concours de l'agrégation de lettres, auquel il est reçu premier, en 1981. Diplômé en lettres de l'université Paris IV en 1980, il est également diplômé de l'Institut d'études politiques de Paris en 1982 (section Service public). Il est admis à l'École nationale d'administration (ENA), dont il est diplômé en 1985 (promotion Léonard-de-Vinci).

### Carrière
À sa sortie de l'ENA, il choisit le Conseil d'État, où il est nommé auditeur en 1985, maître des requêtes en 1988, puis conseiller d'État en 2006,,.
En 1983, dans le cadre de sa scolarité à l'ENA, il effectue un stage à l'ambassade de France en Espagne où il écrit son premier livre, L'Impromptu de Madrid. La mort de son frère Philippe, emporté par le sida en 1995, lui a inspiré un récit autobiographique, Tu n'as pas tellement changé, publié en 2014.
Journaliste au Point et au Figaro Madame, il est inspiré par l'époque de Vichy, dans son roman 1941, et les années 1960, dans son roman Étrangers dans la nuit, et se passionne pour le rock. En 1993, il obtient le prix Femina pour L'Œil du silence, un roman consacré à la photographe Lee Miller. En témoin de sa génération, Marc Lambron est revenu sur ses espoirs et ses impasses dans deux livres doux-amers, Les Menteurs et Une saison sur la terre. Réunissant ses chroniques dans plusieurs volumes intitulés Carnet de bal, il a signé des essais ironiques sur Ségolène Royal et Nicolas Sarkozy, ainsi qu'une étude sur Michael Jackson. Il s'est également illustré comme diariste avec Quarante ans, son journal de l'année 1997, puis L'année du coq de feu : Journal 2017. Il est membre du jury du Prix Sévigné et président du jury du prix Saint-Simon.
Il a participé régulièrement à l'émission Les Grosses Têtes sur RTL depuis août 2019. En septembre 2022, il devient chroniqueur associé sur Radio Classique.
Depuis 2022, Marc Lambron est un membre permanent du Prix Méduse qui a récompensé en août 2022 Vers la Violence (également Grand prix des lectrices de Elle 2023) de Blandine Rinkel et en août 2023 La Colère et l'Envie (également Prix littéraire de la vocation 2023) de Alice Renard.

### Académie
Le 26 juin 2014, il est élu à l'Académie française au fauteuil (no 38) de François Jacob au troisième tour de scrutin, en battant l'astronome André Brahic, obtenant treize voix sur vingt-quatre suffrages exprimés. Il y est reçu le 14 avril 2016 par Erik Orsenna.

### Vie privée
Marié en 1983 à Sophie Missoffe, il a un fils et deux filles. Séparé, il a ensuite pour compagne la journaliste et essayiste Delphine Marang-Alexandre.

## Ouvrages
- L'Impromptu de Madrid, Flammarion, 1988.
- La Nuit des masques, Flammarion, 1990.
- Carnet de bal, Gallimard, 1992.
- L'Œil du silence, Flammarion, Prix Femina, 1993.
- 1941, Grasset, 1997.
- Étrangers dans la nuit, Grasset, 2001.
- Carnet de bal : chroniques 2, Grasset, 2002.
- Les Menteurs, Grasset, 2004.
- Une saison sur la terre, Grasset, prix Maurice Genevoix, 2006.
- Mignonne, allons voir..., Grasset, 2006.
- Eh bien, dansez maintenant..., Grasset, 2008.
- Théorie du chiffon : sotie, Grasset, 2010.
- Carnet de bal : chroniques 3, Grasset, 2011.
- Nus vénitiens, sur des photographies de Lucien Clergue, Seghers, 2012.
- Tu n'as pas tellement changé, Grasset, 2014.
- Trésors du Quai d'Orsay (avec Jean-Philippe Dumas), Flammarion, 2014.
- Quarante ans, Grasset, 2017.
- Discours de réception à l'Académie française et réponse de M. Erik Orsenna, Grasset, 2017.
- Vie et mort de Michael Jackson, 2018, Cartels-RMN.
- Carnet de bal : chroniques 4, Grasset, 2019.
- La princesse et le pangolin, Équateurs, 2020.
- L'année du coq de feu, Grasset, 2022.
- Mystère au zoo, Editions du Museum, 2022
- Le Duc et le Comte, conversation avec Jean d'Ormesson, Équateurs, 2022.
- Le monde d'avant, Grasset, 2023.
- Plaza Athénée, Assouline, 2023
- De vive voix, Grasset, 2024
- J'ai choisi la vie, entretiens avec Monique Lévi-Strauss, Plon, 2025

## Prix
- Prix des Deux Magots pour L'Impromptu de Madrid
- Prix Colette pour La Nuit des masques
- Prix Femina 1993
- Prix Maurice-Genevoix 2006
- Prix Paris-Lyon 2018

## Décorations
- Chevalier de la Légion d'honneur
- Commandeur de l'ordre des Arts et des Lettres de droit en tant que membre du conseil de l'ordre des Arts et des Lettres[17],[18].
- Chevalier de l'ordre du Mérite culturel de Monaco, en qualité de membre du Conseil Littéraire de la Fondation Prince Pierre[19]